# Свинарі
Свинарі́ —  село в Україні, у Валківській міській громаді Богодухівського району Харківської області. Населення становить 130 осіб. До 2020 орган місцевого самоврядування — Шарівська сільська рада.

## Географія
Село Свинарі примикає до сіл Шлях і Пасічне, на відстані 1 км знаходиться село Шарівка, поруч проходить залізниця, станція Огульці, за 2 км проходить автомобільна дорога М03 (E40). Поруч із селом великий лісовий масив (дуб).

## Історія
12 червня 2020 року, розпорядженням Кабінету Міністрів України № 725-р «Про визначення адміністративних центрів та затвердження територій територіальних громад Харківської області», увійшло до складу Валківської міської громади.
19 липня 2020 року, в результаті адміністративно-територіальної реформи та ліквідації Валківського району, село увійшло до складу Богодухівського району.